# Saint-Barthélemy-de-Séchilienne
Saint-Barthélemy-de-Séchilienne är en kommun i departementet Isère i regionen Auvergne-Rhône-Alpes i sydöstra Frankrike. Kommunen ligger i kantonen Vizille som tillhör arrondissementet Grenoble. År 2022 hade Saint-Barthélemy-de-Séchilienne 424 invånare.

## Befolkningsutveckling
Antalet invånare i kommunen Saint-Barthélemy-de-Séchilienne
Referens:INSEE